# Cueva del Parpalló

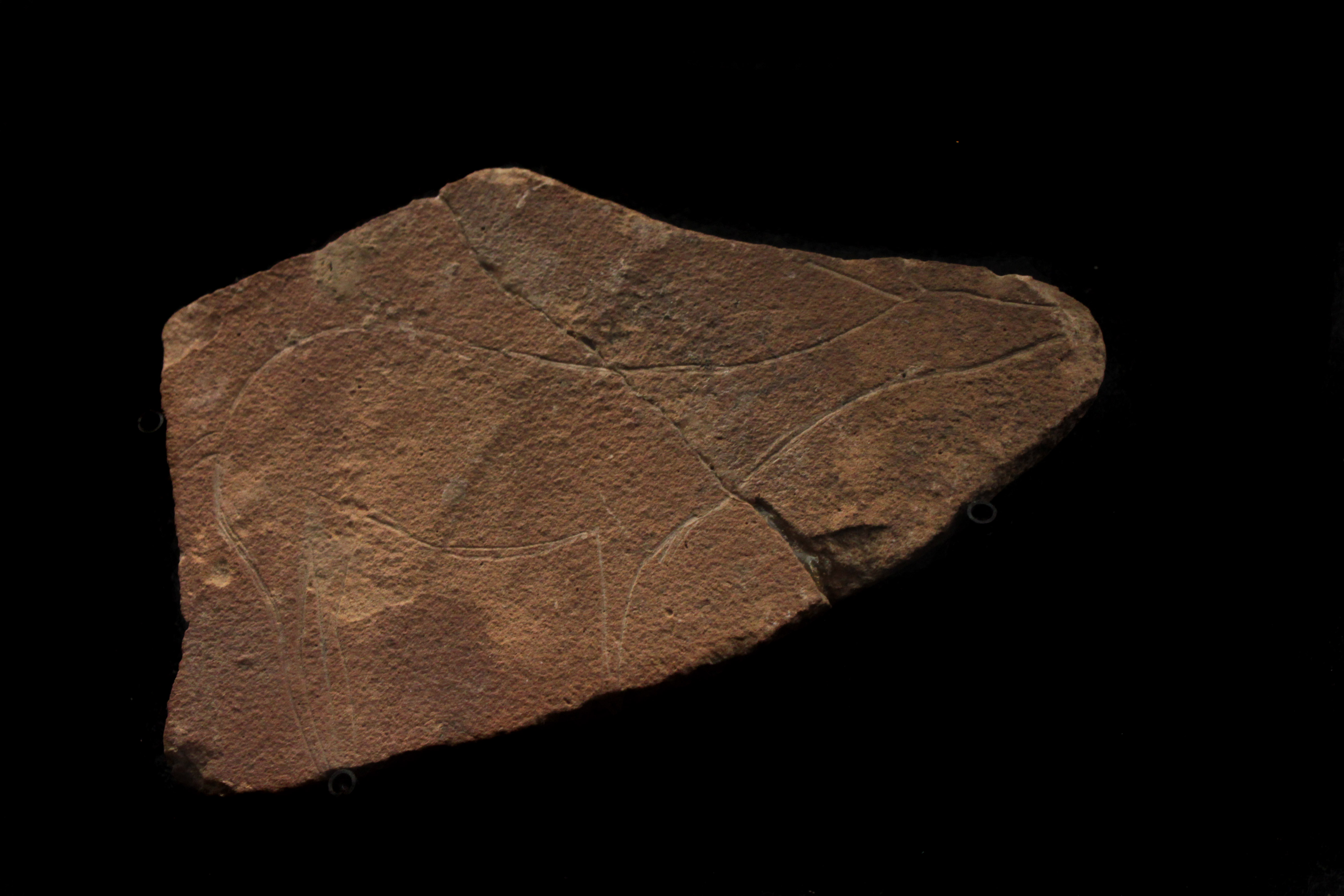
Grabado parietal datado en el periodo Gravetiense procedente de la cueva del Parpalló y depositada en el Museo de Prehistoria de Valencia.

La cueva del Parpalló (en valenciano, cova del Parpalló) es uno de los yacimientos prehistóricos del Paleolítico superior más importantes de Europa. Se encuentra situada dentro del paraje natural municipal Parpalló-Borrell, un espacio de 560 hectáreas adscrito al Ayuntamiento del municipio de Gandía (Valencia, España), a pesar de que la localidad más cercana es Bárig, a escasos 3 km de distancia. Este yacimiento está catalogado como Bien de Interés Cultural (BIC) y está incluido en la lista del Patrimonio Mundial de la UNESCO por su conjunto de arte rupestre.
La zona en la que se encuentra, la sierra del Mondúver, fue de las primeras habitadas por los Homo sapiens que llegaron a la región mediterránea del levante peninsular.
Después de 85 años de espera (1929-2014), Arturo Torró junto a la directora general de Cultura, Marta Alonso, reabre la cueva del Parpalló al público con el objetivo de difundir el patrimonio histórico y cultural de la prehistoria Paleolítica Superior de la ciudad de Gandía.

## Morfología de la cueva
La cueva del Parpalló se encuentra situada en una formación de roca caliza, muy posiblemente un sumidero. Los sumideros quedan formados por la erosión del agua de lluvia que se filtra desde lo alto de la montaña y que en contacto con la piedra caliza, muy soluble, hace que se creen grandes orificios de desagüe naturales que van acumulando sedimentos y que, aguantando hasta cierto punto, colapsan, dejando tras de sí formaciones tan características como la de la cueva del Parpalló, que es una gran grieta de 15 metros de alto por 4 de ancho con una galería lateral adosada y con escasa profundidad.

## Secuencia estratigráfica
La metodología arqueológica está basada en la superposición estratigráfica, lo que significa que las capas de sedimento superiores son más recientes que las inferiores, por lo tanto, una correcta lectura de estas capas es crucial a la hora de la datación de los elementos que encontramos en ellas, pues cada elemento tiene unas características específicas que nos ayudan a establecer la cronología.
Debido a la rapidez con la que se excavó la cueva, las secuenciaciones establecidas inicialmente han sido objeto de revisiones, de los tres grandes momentos históricos propuestos: Gravetiense, Solutrense y Magdaleniense, se han ido subdividiendo, quedando actualmente de esta manera:
- Gravetiense de 8,5 a 7,25 metros de profundidad
- Solutrense Inferior, a 7,25 a 6,25
- Solutrense Medio,  a 6,25 a 5,25 metros de profundidad
- Solutrense Superior,  a 5,25 a 4,75 metros de profundidad
- Solútreo-gravetiense,  a 4,75 a 4 metros de profundidad
- Magdaleniense I, a 4 a 3,50 metros de profundidad
- Magdaleniense II, a 3,50 a 2,50 metros de profundidad
- Magdaleniense III, a 2,50 a 0,80 metros de profundidad
- Magdaleniense IV, a 0,80 a 0,00 metros de profundidad[4]

## Metodología de excavación
La cueva, que prácticamente nunca ha dejado de tener uso, fue dada a conocer en el mundo científico por Joan Vilanova i Piera en el año 1872, quién visitaría la cueva dos décadas después acompañado por Eduardo Boscà, describiendo con más detalle la cueva en una publicación de 1893.
Este yacimiento fue estudiado por el Abad Henri Breuil, atraído por lo que había leído de Vilanova i Piera. Breuil excavó parcialmente la cueva, encontrando una plaqueta grabada, pero no puedo seguir excavando debido al estallido de la Primera Guerra Mundial, en 1914.
No sería hasta 1927, cuando Luis Pericot, alentado por la potencialidad del yacimiento señalada por el Abad Breuil, comenzaría a insistir en la excavación sistemática de la cueva, visitando el yacimiento por fin en 1928. A partir de este momento, Pericot empieza con los preparativos para llevar a cabo los trabajos arqueológicos que tendrían lugar en tres campañas realizadas durante los veranos de 1929, 1930 y 1931, donde se excavaría casi la totalidad de la cueva. Este emplazamiento constituye un hito en cuanto a metodología arqueológica rigurosa, dado que hasta ese momento, en las excavaciones arqueológicas no se prestaba demasiada atención a las diferentes estratigrafías ni eran documentadas tan correctamente.
La primera campaña de excavaciones se centró en la gran cámara. La segunda prosiguió en este sector y dejó para el final la excavación de las galerías, que debido a las investigaciones clandestinas en busca de tesoros, poseían una problemática estratigráfica especial. Finalmente, la tercera campaña se destinó a la excavación del testigo excavado mediante estratos naturales donde se establecieron un total de 29 niveles a lo largo de una potencia de 6,5 m.

## Arte[6]
Las plaquetas y fragmentos de piedra grabadas y pintadas de la cueva del Parpalló forman parte de un hallazgo histórico, no solo del arte rupestre español, sino que constituyen un legado artístico mundial debido a la particularidad de ser arte mueble. En el inventario publicado por Pericot su número llega a las 4.983 plaquetas, de las cuales hay 5.968 caras con representaciones figurativas. Hay tres modalidades técnicas en las que clasificar las plaquetas: solo pintadas, con 874 ejemplos; grabadas y pintadas, con 556; y finalmente solo grabadas, con un total de 4.583 ejemplos.
Lo que más frecuentemente representan estas plaquetas son los signos geométricos representados en 4.022 caras; en unas 766 encontramos animales y 8 cuentan posiblemente, con figuras humanas. El bestiario representado en Parpalló no es muy amplio pero plasma de manera bastante fidedigna un catálogo de especies que con total se movían en torno al macizo del Mondúver y con poblaciones estables a lo largo de todos los milenios de ocupación de la cavidad. En su inventario destacan notablemente el ciervo, el caballo, la cabra montesa y el uro, con algún caso extraño de carnero, de jabalí y un pescado.
A la hora de valorar el arte paleolítico de la Cova del Parpalló de modo suprarregional nos encontramos con que tiene dos importantes limitaciones, la de su aislamiento dentro de la vertiente mediterránea y la de su patente individualidad, si bien esta situación ha cambiado notablemente desde los años setenta, existe todavía una deficiencia documental causada por la falta de excavaciones sistemáticas en otros yacimientos y por lo tanto no disponemos de una visión totalizada para alguno de los períodos en campos como el de paleoambiente, lo que nos impide realizar una interpretación paleoeconómica y espacial en la región.
Aun así, trabajos arqueológicos realizados en Mallaetes o en la Cova Beneito han añadido suficientes datos como para establecer con mayor precisión las secuencias Solútreo-gravetienses, así como la evolución del magdaleniense superior.  Por ello, aunque estos puntos necesitan profundizarse, debemos reconocer que la revisión de los trabajos de las colecciones antiguas han permitido obtener una visión suficientemente actualizada del conjunto de la secuencia regional, lo que permite valor su secuencia artística con mayor seguridad.
El incremento de información obtenida en la Comunidad Valenciana, unido al registrado en las demás regiones del Mediterráneo español nos han permitido vislumbrar un mapa de dispersión mucho más poblado que nos permite distinguir elementos de unidad y diferenciación entre ellos, estableciendo sus características, así como mejorar la información que tenemos del Paleolítico Superior, especialmente a partir de los momentos Solútreo-gravetienses.
Existen dos momentos esenciales en la secuencia de Parpalló, uno inferior que correspondería con los niveles solutrenses, caracterizados por la unidad respecto a otras regiones; y otro superior en el que las características serían regionales, existiendo dos corrientes artísticas, una esquemática y otra naturalista y que coexistirían en el mismo yacimiento.
El estudio y análisis de las plaquetas de Parpalló no trata de trasladar los resultados al estudio del arte mueble del resto del Mediterráneo, sino de dar a conocer sus aspectos técnicos y estilísticos para integrarlas, ahora sí, dentro de los datos provenientes de otras regiones.
Las características industriales de las primeras plaquetas, correspondientes a los niveles más antiguos, Gravetiense y Solutrense Inferior, comparadas con una plaqueta de características muy similares en la Cova de Mallaetes,  fecharía el hallazgo entorno al 21.000 BP.
En el conjunto de las plaquetas gravetienses del Parpalló cuentan todas con motivos geométricos, rayas más o menos definidas, algunas ordenadas en retículas, salvo cinco que cuentan con motivos zoomorfos. En cambio, en los primeros niveles Solutrenses vemos un aumento general en el número de confección de las plaquetas, y sobre todo, en el número de representaciones de animales, pasando de cinco a treinta y siete.
Uno de los rasgos típicos de Parpalló es la policromía, utilizada incluso en sus momentos iniciales.  Además el triple trazado empleado en los niveles solutrenses para representar las cabezas de las cérvidas también constituye una característica notable, así como las representaciones animadas, de escenas con animales con las extremidades dobladas, o realizando actos de su vida.
Con el Solutrense medio, estas pictografías o representaciones de animales realizando movimientos aumentan, representando detalles anatómicos poco frecuentes hasta ahora o insinuando el pelaje del animal. El número aumenta a 105 figuraciones zoomorfas.
A medida que el Solutrense avanza (solutrense medio) vemos un descenso de estas animaciones pero se mantienen los niveles de representaciones de zoomorfos que sí que descienden en una sexta parte en el Solutrense Superior, y que coincide con la desaparición de los trazados múltiples, pero manteniéndose la misma ejecución a la hora de representar las cabezas de las ciervas.
Durante los momentos iniciales del Magdaleniense, los rasgos principales son una tendencia arcaizante a la hora de representar a las figuras y un predominio de la perspectiva, con cabezas vueltas etc. La tendencia anterior a la escasa pictografía realizada continúa y la regionalización se hace evidente, abandonando el característico triple trazado en las ciervas. En los últimos momentos de la cueva, durante el Magdaleniense Superior, lo más relevante es la vuelta al trazo múltiple para otorgar naturalidad al animal representado, el relleno naturalista y la utilización de una técnica de trazos recortados denominada “alambre de espino” cuyo uso está documentado en diferentes cuevas de la región mediterránea.

## Hallazgos

### El cráneo del Parpalló.

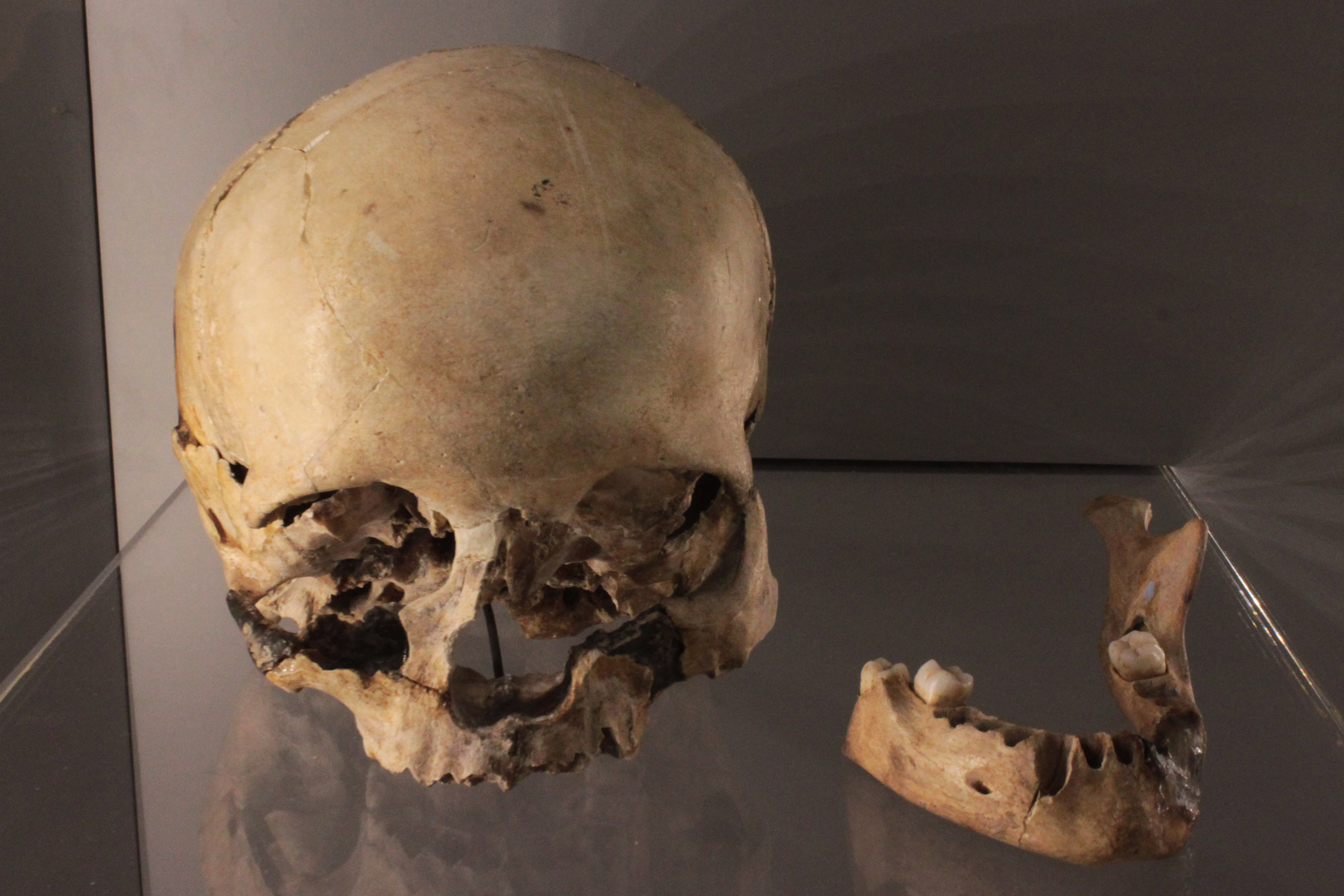
Cráneo humano correspondiente al paleolítico superior localizado en el yacimiento. Museo de Prehistoria de Valencia.

El cráneo se encontró en cincuenta y nueve fragmentos, con los que hubo que realizar la reconstrucción. En el ejemplar montado se aprecia la alineación hacia la izquierda de la sutura sagital. Fijándonos en ciertos detalles, obviando las numerosas deformaciones póstumas, podemos acercarnos a la edad del sujeto observando la bóveda craneal, ya que la soldadura de esta tiene lugar aproximadamente a los 16 años,  en este caso se observa una sutura muy reciente, así mismo, también ayuda fijarnos en el estado de la dentición, en la cual vemos que ya le han salido los segundos molares y están por salir también, a medio camino, los terceros.  En cuanto al sexo, la edad juvenil del sujeto dificulta la tarea, sin embargo, algunos rasgos abogan a favor del sexo femenino.

### Arte negro

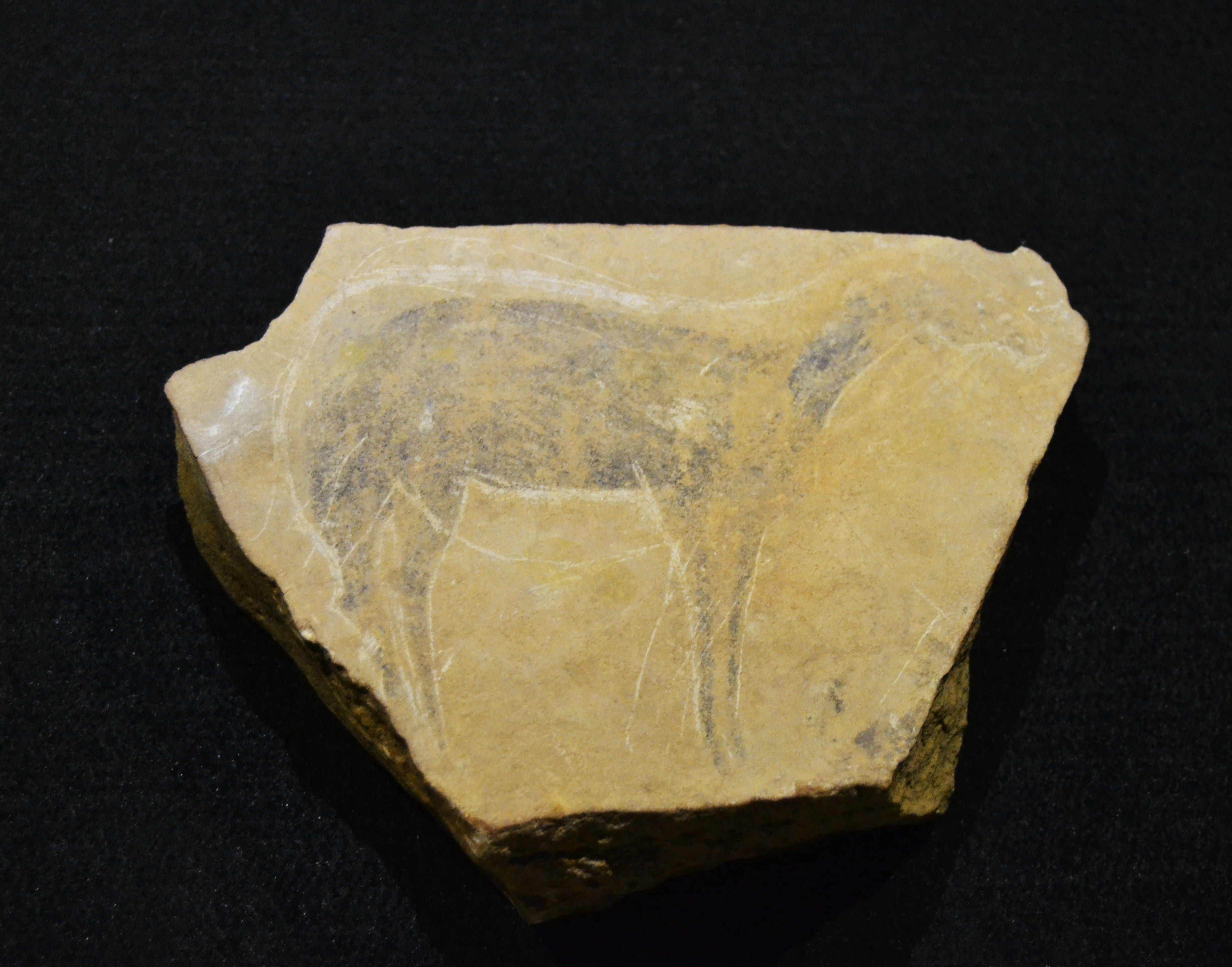

Sin duda el hallazgo más importante que se ha realizado en la cueva son las  5.034 plaquetas que cuentan con policromía o grabado en 6245 de sus caras. Todo este conjunto de plaquetas hace que sea el más importante de todo el arte mueble del paleolítico europeo. Las técnicas utilizadas más frecuentes son el grabado y la pintura. El grabado podía ser simple o múltiple, y podía estar acompañado de pintura. Sin embargo la pintura puede aparecer sola. Los pigmentos utilizados para conseguir el color rojo y el amarillo (los más empleados) serían los nódulos de ocre o hierro.
Lo que más frecuentemente representan estas plaquetas son los signos geométricos representados en 4.022 caras; en unas 766 encontramos animales y 8 cuentan posiblemente, con figuras humanas.
El bestiario representado en Parpalló no es muy amplio pero plasma de manera bastante fidedigna un catálogo de especies que con total se movían en torno al macizo del Mondúver y con poblaciones estables a lo largo de todos los milenios de ocupación de la cavidad. En su inventario destacan notablemente el ciervo, el caballo, la cabra montesa y el uro, con algún caso extraño de carnero, de jabalí y un pescado.

### Utensilio líticos y de hueso

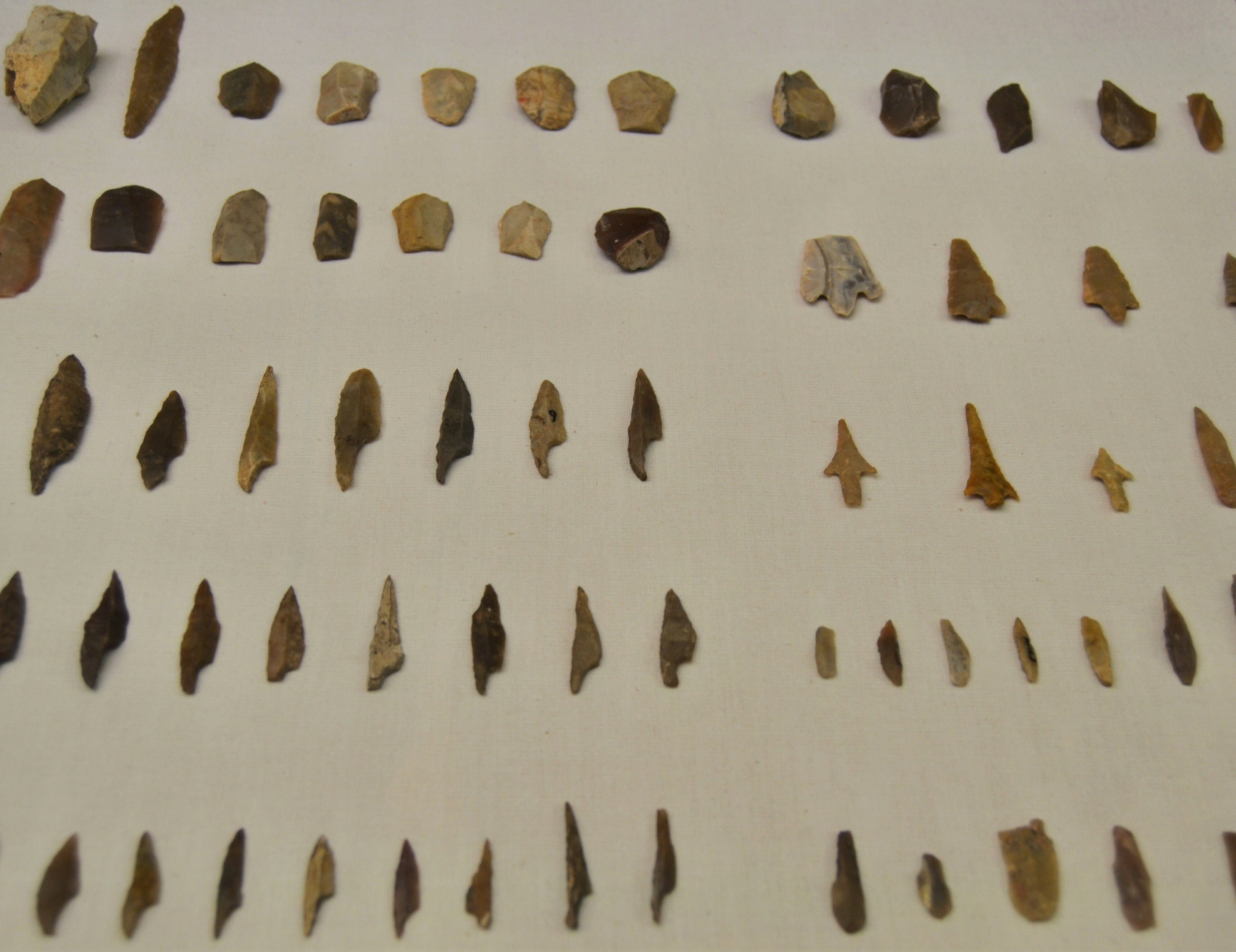
Utensilios líticos cueva del Parpalló y Malladetes

Su cultura material se caracterizó por la elaboración de utensilios de piedra y hueso.
Durante el Paleolítico los hallazgos de instrumental es muy numeroso y nos permite hablar de una mayor eficacia en la caza, debido a que se observa una técnica más depurada y surge la utilización de puntas arrojadizas. Se aprovechan las materias primas, y esto conlleva a una disminución progresiva de la dependencia con respecto a las fuentes de aprovisionamiento y de la incorporación de un utillaje especializado y más diversificado.
Los humanos anatómicamente modernos tienen una menor movilidad, por lo que se puede traducir en una especialización en la caza de especies gregarias de movimiento limitado. En el caso de la Cueva del Parpalló, el ciervo y la cabra son las especies más cazadas dependiendo de la ubicación de los hábitats humanos. El conejo en estos momentos también es incorporado de manera intensa a las dietas humanas, actuando como recurso complementario a los herbívoros de talla media.

## Teorías de ocupación
Se dice del Parpalló que pudo ser un espacio ocupado durante la época invernal con una economía diversificada y poco dependiente de la migración faunística.
Es posible que esta cueva no responda a un hábitat ocupacional propiamente dicho, sino que se trate de uno de los santuarios prehistóricos más importantes de la región mediterránea de la península ibérica. Esto se supone, además de a partir de la propia morfología de la cueva, que es una brecha abierta vertical en la montaña y que cuenta con escasa profundidad, del increíble hallazgo de las de 6.000 plaquetas grabadas y pintadas. Este hallazgo supone el mayor conjunto de arte mueble de la prehistoria europea jamás hallado.
Así mismo, corroborando este uso religioso de la cueva, vemos la especial relación que tiene el Parpalló con el sol, ya que durante el solsticio de invierno, es el único momento del año que el interior más profundo de la cueva queda totalmente iluminado. 
El uso y ocupación de la cueva del Parpalló conlleva la mayor parte del Paleolítico Superior, con restos que datan del 29.000 a. C. hasta hace 11 000,,  durante el Magdaleniense.
La hipótesis más aceptada sobre la Cueva del Parpalló es que, descartando que se tratara de un lugar de ocupación consecutiva, fuera un lugar de intercambio entre los diferentes clanes que habitaban la comarca. Aquí las tribus no solamente intercambiarían objetos y conocimientos, sino que se acordarían enlaces entre los hombres y mujeres de las diferentes agrupaciones para impedir la endogamia. Pero aunque este fuera el uso más importante, cabe decir que esta cueva pudo ser usada a su vez como refugio puntual o estacional por los grupos de cazadores-recolectores que iban persiguiendo a las manadas de los animales que se dedicaban a cazar.
Sin duda, la existencia de esta cueva nos informa de la alta capacidad artística y simbólica de aquellas poblaciones del pasado.

## Colección en museos
En 1984 se inauguraba el Museo de Prehistoria de Valencia en el Centro Cultural de la Beneficencia. En este edificio la colección del material arqueológico obtenido en la Cueva del Parpalló, adquiría un protagonismo merecido dentro de la exposición permanente después de décadas de itinerancia.
Dada la importancia de las plaquetas de Parpalló, el Museo de Prehistoria de Valencia tiene dedicada una sala específica donde quedan representadas las diferentes secuencias de la cueva.